# Le Président Wilson
Pour les articles homonymes, voir Wilson.
Pour plus de détails, voir Fiche technique et Distribution.
Le Président Wilson (Wilson) est un film américain réalisé par Henry King et sorti en 1944.

## Synopsis
La présidence de Woodrow Wilson en fonction de 1913 à 1921...

## Fiche technique
- Titre original : Wilson
- Titre français : Le Président Wilson
- Réalisation : Henry King, assisté d'Otto Brower (non crédité)
- Scénario : Lamar Trotti
- Direction artistique : Wiard Ihnen
- Décors : Thomas Little
- Costumes : René Hubert
- Photographie : Leon Shamroy, Ernest Palmer
- Son : Roger Heman (en), E. Clayton Ward
- Montage : Barbara McLean
- Musique : Alfred Newman
- Production : Darryl F. Zanuck
- Société de production : Twentieth Century-Fox Film Corporation
- Société de distribution : Twentieth Century-Fox Film Corporation
- Pays de production : États-Unis
- Langue : anglais
- Format : Couleurs (Technicolor) - 35 mm - 1,37:1 - Son Mono (Western Electric Recording)
- Genre : Biographie
- Durée : 154 minutes
- Dates de sortie : 
  - États-Unis : 1er août 1944 (première à New-York)
  - France : 3 août 1946[1]

## Distribution
- Alexander Knox : Woodrow Wilson
- Charles Coburn : Professeur Henry Holmes
- Geraldine Fitzgerald : Edith Wilson
- Thomas Mitchell : Joseph Tumulty
- Ruth Nelson : Ellen Wilson
- Cedric Hardwicke : Sénateur Henry Cabot Lodge
- Vincent Price : William G. McAdoo
- William Eythe : George Felton
- Mary Anderson : Eleanor Wilson
- Ruth Ford : Margaret Wilson
- Sidney Blackmer : Josephus Daniels
- Madeleine Forbes : Jessie Wilson
- Stanley Ridges : Amiral Grayson
- Eddie Foy Jr. : Eddie Foy
- Charles Halton : Colonel House
- Thurston Hall : Sénateur Edward Jones
- J. M. Kerrigan : Edward Sullivan
- James Rennie : Jim Beeker
- Katherine Locke : Helen Bones
- Stanley Logan : Lansing
- Marcel Dalio : Georges Clemenceau
- Edwin Maxwell : William Jennings Bryan
- Clifford Brooke : Lloyd George
- Tonio Selwart : Comte Von Bernstorff
- John Ince : Sénateur Watson
- Charles Miller (en) : Sénateur Bromfield
- Arthur Space : Francis Sayre

Acteurs non crédités
- Frederick Burton : Un sénateur
- William P. Carleton : Un sénateur
- Davison Clark : Champ Clark
- Edward Earle : Un journaliste
- Paul Everton : le juge Westcott
- Clyde Fillmore : Un sénateur
- Cy Kendall : Charles F. Murphy
- Emmett King : Un sénateur
- Arthur Loft : Franklin Lane
- Anne O'Neal : la servante Jennie
- Grandon Rhodes : Un journaliste